# Берген (Середня Франконія)
Берген (нім. Bergen) — громада в Німеччині, розташована в землі Баварія. Підпорядковується адміністративному округу Середня Франконія. Входить до складу району Вайсенбург-Гунценгаузен. Складова частина об'єднання громад Неннслінген.
Площа — 19,91 км2. Населення становить 1161 ос. (станом на 31 грудня 2020).

## Галерея

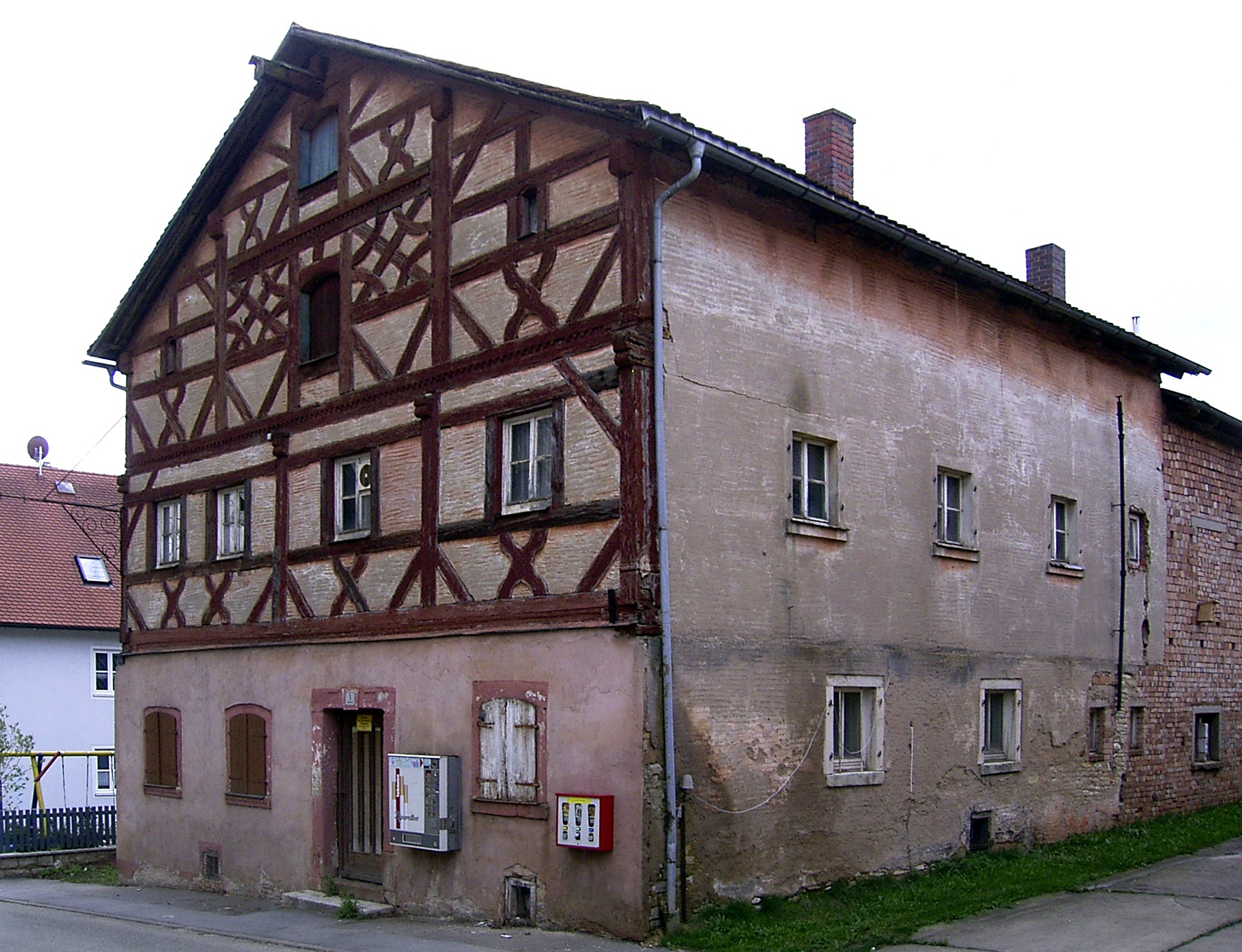
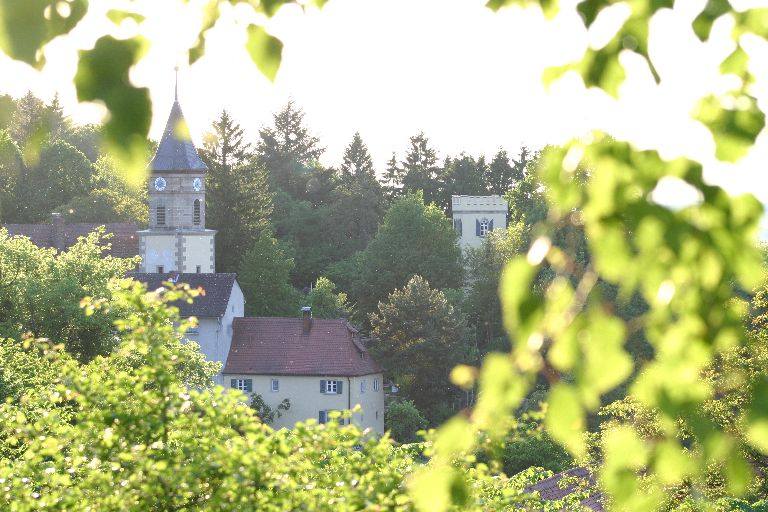
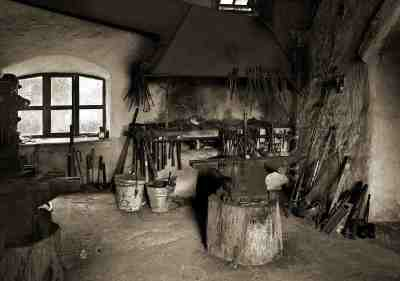
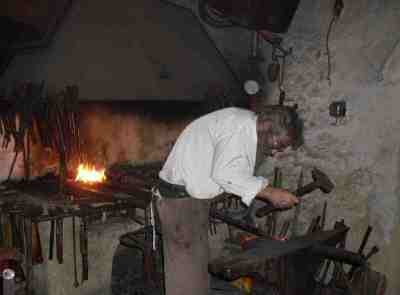